# Kallisto (mitologia)
Kallisto (gr. Καλλιστώ Kallistṓ, łac. Callisto) – w mitologii greckiej nimfa leśna; towarzyszka bogini Artemidy, matka Arkasa eponima Arkadyjczyków, po śmierci zamieniona w gwiazdozbiór Wielkiej Niedźwiedzicy.

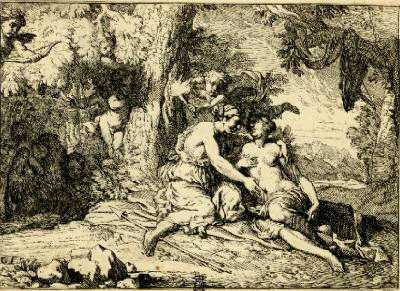
Gérard de Lairesse: Diana i Kallisto

Kallisto wedle jednych autorów była nimfą leśną, wedle innych córką króla Arkadii Lykaona albo jego syna Nykteusa. Należała do boskiego orszaku Artemidy i razem z towarzyszkami pędziła życie w górach, polując. Jej imię pochodzi od gr. kalliste oznaczającego „najpiękniejsza”. I rzeczywiście była bardzo ładna. Jej urokowi uległ sam Zeus i podstępnie zbliżył się do niej. Przybrał kształt Artemidy. Kiedy Kallisto przytuliła „Artemidę” Zeus wrócił do swojej postaci i nie wypuścił dziewczyny z objęć. Inni podają, że Zeus dokonał tego pod postacią Apollona, brata Artemidy. Jeszcze inni utrzymują, że tym, który uwiódł Kallisto był bożek Pan. Pewnego dnia, Artemida wraz z towarzyszkami postanowiła się wykąpać, Kallisto musiała zrzucić szaty i jej ciąża została zdemaskowana. Rozgniewana Artemida przepędziła dziewczynę i przemieniła ją w niedźwiedzia. Inni mówią, że przemianę tę spowodowała Hera zazdrosna o swego męża, Zeusa, albo że to sam Zeus obawiając się o los dziewczyny, narażonej na zemstę jego małżonki, ukrył ją w ten sposób. Kallisto urodziła syna Arkasa, a niektórzy mitografowie utrzymują, że również bożka Pana. Hera odkryła w końcu Kallisto i namówiła Artemidę, żeby zabiła ją strzałą z łuku. Możliwe też, że Artemida sama zabiła Kallisto, by ukarać ją za utratę dziewictwa. Zeus przeniósł ją wtedy na nieboskłon zmieniając nieszczęsną w gwiazdozbiór Wielkiej Niedźwiedzicy .
W innej wersji mitu okoliczności jej śmierci przedstawiane są następująco. Pewnego dnia Arkas, będąc już królem Arkadii, wyruszył na polowanie. W lesie dostrzegła go niedźwiedzica – jego matka. Od razu rozpoznała syna i chciała do niego podejść. Arkas jednak nie poznał matki. Ruszył za nią w pościg. Zwierzę schroniło się w świątyni Zeusa Lykyjskiego. Arkas wtargnął za nim do świętego okręgu. Prawo skazywało każdego, kto naruszył świętość okręgu świątynnego na karę śmierci. Zeus zlitował się jednak nad „przestępcami” i przeniósł matkę i syna na niebo jako konstelacje Wielkiej Niedźwiedzicy i jej Strażnika (Arkturus).
Imieniem nimfy został nazwany jeden z księżyców Jowisza – Kallisto.